# Beautiful Thing (opera teatrale)
Beautiful Thing è un'opera teatrale di Jonathan Harvey, debuttata a Londra nel 1993. Nel 1996 Hettie Macdonald ha diretto l'omonimo adattamento cinematografico.

## Trama
Thamesmead, quartiere operaio a Sud di Londra. Jamie è un adolescente solitario che vive con la madre Sandra; Jamie si è infatuato del suo compagno di classe Ste. Sandra è preoccupata per il figlio, disturbata da Leah, la vicina di casa rumorosa, e ha appena intrapreso una tumultuosa relazione con il giovane Tony. 
Jamie nasconde la propria omosessualità, il solo fatto che non ami giocare a calcio lo rende un diverso agli occhi dei coetanei. Ste vive con il fratello, uno spacciatore, e con il padre alcolista; una notte il fratello lo picchia così tanto che Sandra è mossa a compassione e decide di prenderselo in casa per qualche giorno. In assenza di un terzo letto, Ste dorme con Jamie. La seconda notte, Jamie bacia Ste e il ragazzo entra in paranoia e scappa dalla casa di Sandra prima che i padroni di casa di sveglino.
Jamie ruba una copia di Gay Times e Ste, a poco a poco, torna a parlare con Jamie e i due vanno insieme a una festa del quartiere. Leah, per vendicarsi di Sandra, smaschera la relazione tra i due adolescenti e Ste lascia la festa e non vuole più avere niente a che fare con Jamie. 
I due ragazzi si riappacificano ancora, ma Sandra li trova in un bar gay e confronta Jamie sulla sua omosessualità. Alla fine, Sandra riesce ad accettare la sessualità del figlio.